# Phillip Baker
Pour les articles homonymes, voir Baker.
Phillip Baker ou Phil Baker (né le 4 novembre 1982 à Liverpool) est un footballeur anglais évoluant au poste de défenseur dans le club gallois des New Saints.

## Compétitions européennes
Il a joué 10 matchs de Ligue des champions depuis son arrivée aux New Saints en 2005.

## Palmarès

### En club
The New Saints
- Championnat du pays de Galles
  - Vainqueur : 2012, 2013, 2014, 2015, 2016.
- Coupe du pays de Galles
  - Vainqueur : 2012.
- Coupe de la Ligue
  - Vainqueur : 2006, 2009 et 2010.

## Statistiques
| Saison      | Club           | Pays                 | Championnat        | Coupes nationales | Coupes européennes            |
| ----------- | -------------- | -------------------- | ------------------ | ----------------- | ----------------------------- |
| 2005 - 2006 | The New Saints | Welsh Premier League | 24 matchs          | 6 matchs / 1 but  | 2 matchs (C1)                 |
| 2006 - 2007 | The New Saints | Welsh Premier League | 30 matchs / 1 but  | 8 matchs          | 2 matchs (C1)                 |
| 2007 - 2008 | The New Saints | Welsh Premier League | 29 matchs / 1 but  | 5 matchs          | 2 matchs / 1 but (C1)         |
| 2008 - 2009 | The New Saints | Welsh Premier League | 25 matchs / 1 but  | 7 matchs          | 2 matchs (C3)                 |
| 2009 - 2010 | The New Saints | Welsh Premier League | 31 matchs / 1 but  | 10 matchs / 1 but | 2 matchs (C3)                 |
| 2010 - 2011 | The New Saints | Welsh Premier League | 21 matchs / 2 buts | 6 matchs          | 4 matchs (C1) + 2 matchs (C3) |
| 2011 - 2012 | The New Saints | Welsh Premier League | -                  | -                 | 4 matchs / 1 but (C3)         |

Dernière mise à jour le 28 juillet 2011